# Ellisinidae
Ellisinidae zijn een familie van mosdiertjes (Bryozoa) uit de orde van de Cheilostomatida. De wetenschappelijke naam ervan werd in 1949 voor het eerst geldig gepubliceerd door Vigneaux.

## Geslachten
- Ellisina Norman, 1903
- Kenoaplousina López Gappa & Liuzzi, 2013
- Lamourouxia d'Hondt & Gordon, 1999
- Retevirgula Brown, 1948

Niet geaccepteerde geslachten:
- Ellisinidra Canu & Bassler, 1933 → Ellisina Norman, 1903